# Constantine (film)
Constantine – fantastyczny film akcji z roku 2005, oparty na motywach komiksu Hellblazer.
W filmie jako główny bohater, John Constantine, występuje Keanu Reeves, który pojawił się na castingu do filmu z powodu próśb fanów komiksu.
Film jest luźną adaptacją i sam Constantine jest przedstawiony inaczej niż w komiksie (np. Constantine „z filmu” nie pochodzi z Liverpoolu i nie jest niebieskookim blondynem).

## Obsada
- Keanu Reeves – John Constantine

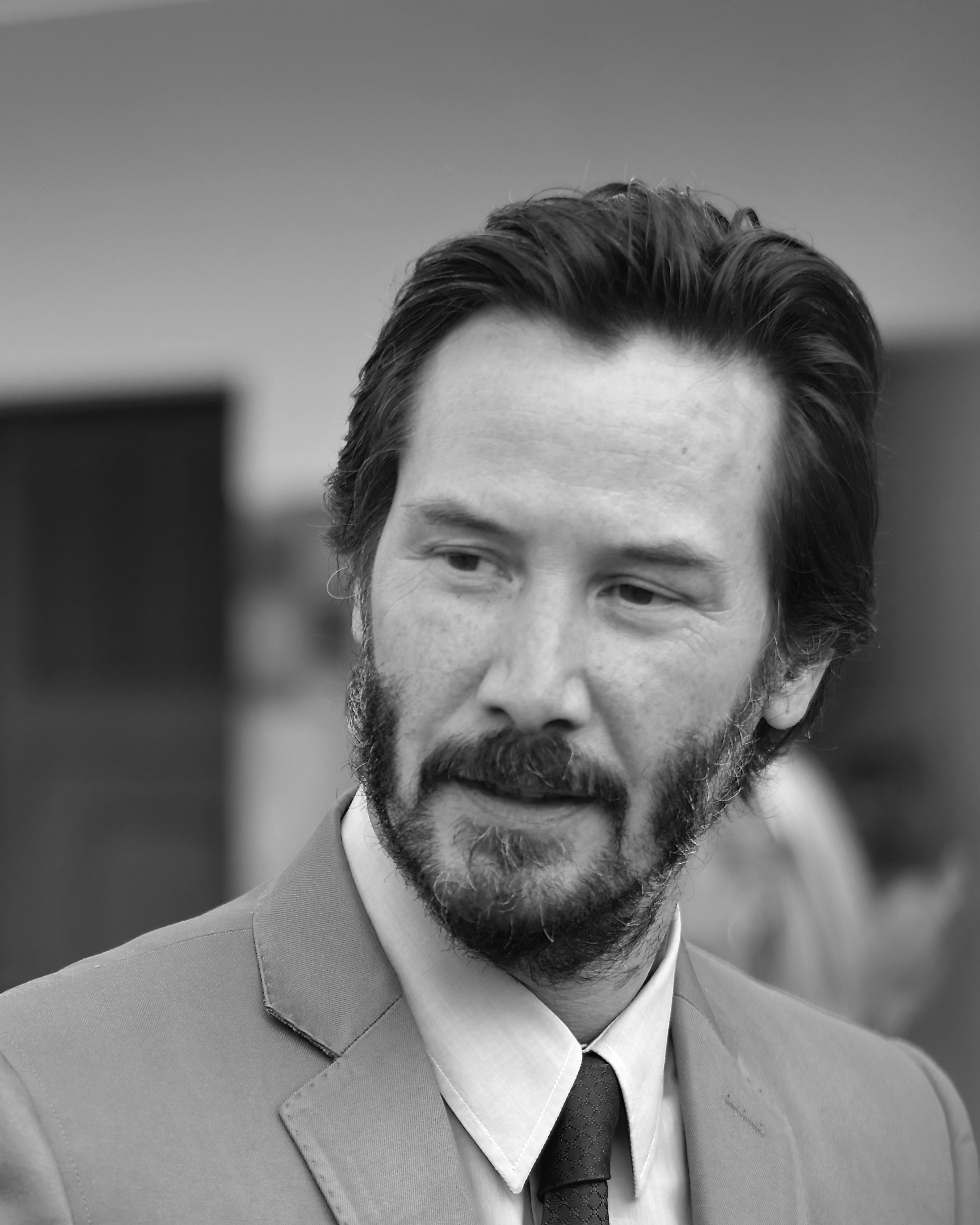
Keanu Reeves

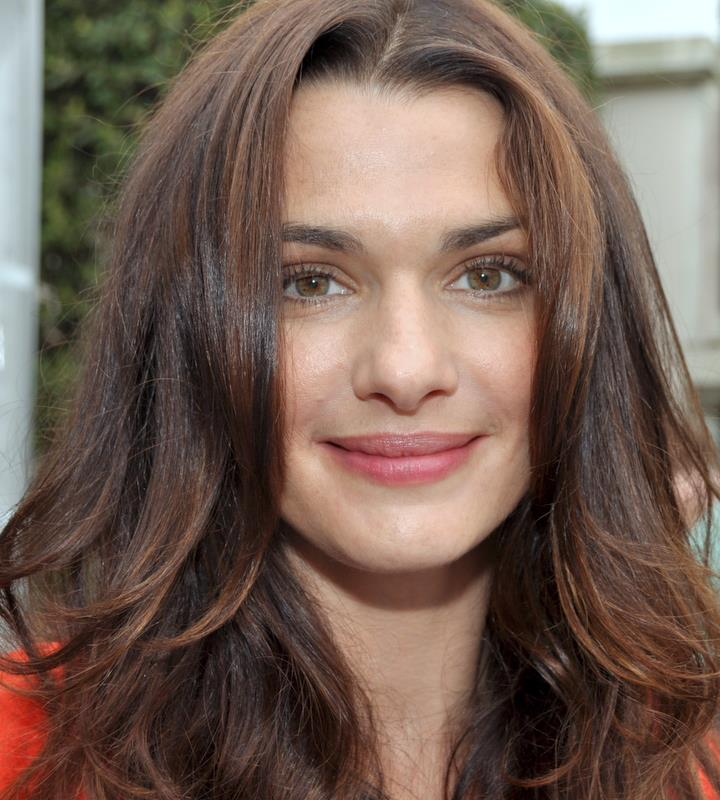
Rachel Weisz

- Rachel Weisz – Angela Dodson / Isabel Dodson
- Shia LaBeouf – Chaz Kramer
- Djimon Hounsou – papa Midnite
- Max Baker – Beeman
- Pruitt Taylor Vince – ojciec Hennessy
- Gavin Rossdale – Baltazar
- Tilda Swinton – Gabriel
- Peter Stormare – Lucyfer
- Jesse Ramirez – Scavenger
- Larry Cedar – Vermin Man
- Suzanne Whang – matka
- Laz Alonso – Williams
- April Grace – Leslie Archer
- Jose Zuniga – det. Weiss
- Michelle Monaghan – Ellie (nieuwzględniona w napisach)
- Matthew McGrory – demon (nieuwzględniony w napisach)

## Produkcja
Sceny z Michelle Monaghan grającą Ellie, będącą w komiksach sukkubem i sojuszniczką Constantine’a zostały wycięte w postprodukcji.

## Odbiór

### Box office
Budżet filmu wyniósł 100 mln USD. W Stanach Zjednoczonych i Kanadzie film zarobił prawie 76 mln USD. W innych krajach przychody wyniosły prawie 155 mln, a łączny przychód z biletów blisko 231 milionów dolarów.

### Krytyka w mediach
Film spotkał się z mieszaną reakcją krytyków. W serwisie Rotten Tomatoes 46% z 226 recenzji jest pozytywne, a średnia ocen wyniosła 5,45/10. Na portalu Metacritic średnia ocen z 41 recenzji wyniosła 50 punktów na 100.